# Водонапорная башня (Инта)
Водонапорная башня в Инте (1954 г.) — главное архитектурное сооружение в Инте, архитектором которого являлся И. П. Райский и инженер Б. Н. Аленцев, регулирующее подачу воды в город и близлежащие поселки.
Эскиз проекта создал заключенный эстонский швед Артур Тамвелиус. Башню строили заключенные из минерального лагеря. В строительстве башни участвовали около 11 тысяч человек. Местоположение башни определено артезианской скважиной, которая должна была снабжать водой кварталы поселка-города.
Водонапорная башня — гордость жителей г. Инты, олицетворяет связь времен: трагичную судьбу во время политических репрессий и показывает славу города. Интинцы в 1982 году сделали изображение водонапорной башни символом эмблемы, а с 2000 года это общепризнанный символ города.
По своему назначению башню использовали до 1990-х годов, после этого ее не эксплуатировали.

## Описание
Водонапорная башня выполнена в готическом стиле, её венчает металлический шпиль с пятиконечной красной звездой, выполненный по чертежам И. А. Хоменко. Звезда была установлена лишь в 1957 году. Высота башни вместе со звездой составляет 54.5 метра и её видно из любой точки города. Башня сложена декоративной цветной кладкой красного и желтого кирпича, имеет высокие окна и зубчатые края; долгое время она была самым высоким зданием в стране, возведенным в условиях вечной мерзлоты.

## Настоящие дни
С 2000 года башня была официально признана памятником истории и охраняется государством.
В 2011 году она были реконструирована, так как находилась в аварийном состоянии.
С 2012 года башня является структурным подразделением краеведческого музея. На первых двух ярусах в башни обосновался музей «Политических репрессий».
Официальное открытие музея состоялось 4 октября 2014 года. Вход в музей осуществляется строго по билетам в группе до 10 человек.